# Juega Conmigo
Juega conmigo es una película de horror mexicana del año 2021, dirigida por el cineasta Español Adrián Garcia Bogliano y estelarizada por la actriz Liz Dieppa junto a Emilio Beltrán y Valery Saiz. La trama de la película sigue a Sofia, una joven niñera que, tras aceptar cuidar a un par de hermanos problemáticos, deberá enfrentarse contra una entidad demoníaca conocida como Mormo.
La película se estrenó oficialmente el 11 de marzo del 2021 y fue considerada un éxito de taquilla por su recaudación financiera pese a no tener promoción por parte de la crítica especializada. 

## Argumento
Sofía, "Sofi", es una joven humilde de dieciocho años que por recomendación de su hermana mayor, Natalia, se presenta para laborar como niñera de los hijos de una familia de clase económica alta. A su llegada a la casa es presentada por sus patrones, Patricia y Rodrigo, a sus tres hijos: Gabriel, el hijo mayor rebelde y engreído; Cecilia, "Ceci", la hija de en medio tímida y retraída; y Bruno, el hijo infante. Pese a que Sofía se adapta rápidamente a su nuevo empleo tiene problemas para congeniar con los niños, en especial con Gabriel, que constantemente la desprecia y humilla.
Para ayudar a su hermana a controlar a los niños, Natalia les cuenta una anécdota de su niñez que habla de Mormo, un ente demoniaco con forma de niño que gusta de jugar con niños malcriados hasta que se cansa de ellos y los asesina. Lo ocurrido incomoda incluso a Sofía, pues la historia era contada de forma explícita por su fallecida abuela y que derivó en ella un trauma emocional a causa de la enfermedad mental que sufría la anciana. Pese a las intenciones de Natalia, Gabriel arrogantemente se pronuncia apático e incluso invita abiertamente a Mormo a jugar con ellos a modo de burla.
A la llegada del fin de semana Sofía es encomendada a cuidar de los niños por su cuenta debido a que sus jefes son invitados a una boda y Natalia pide su día libre para salir con su novio. Al poco tiempo comienzan a suceder eventos extraños, como la aparición de un cascanueces de juguete misterioso por la casa y el avistamiento de Mormo por parte de Ceci, que lo describe como un niño y se siente aterrada por el mismo lo que lleva a que Sofía se vuelva cercana a la niña. Más tarde, mientras se preparan para cenar, Gabriel sigue molestando a su niñera sobre Mormo invitándolo a jugar de nuevo, lo que ocasiona que Mormo se manifieste y secuestre a Bruno tras un apagón.
Una confundida Sofía se apoya en el vigilante de la casa, Mario, para tratar de localizar al bebé, solo para atestiguar como este es secuestrado por Mormo. Ceci advierte que el ente tal y como cuenta su historia se lleva a aquello que más atesoran sus víctimas y se divierte con las mismas hasta que se aburre de ellas por lo que sugiere que se queden en la casa para estar más seguros. Sofía le pide a Gabriel que vaya a la caseta para pedir ayuda mientras busca al desaparecido Bruno con ayuda de Ceci. No obstante, Gabriel es paralizado por Mormo como parte de sus juegos para atormentarlos, Sofía recuerda la forma de actuar del demonio y convence tanto a Gabriel como Ceci de desafiar a Mormo a un juego de las escondidas para recuperar a Bruno y Mario. 
Para garantizar su victoria Sofía le pide a Ceci que se quede cerca de la base mientras ella y Gabriel van a buscar a Mormo, pero el demonio los hace ver ilusiones de sus seres cercanos para distraerlos y de esa manera ganar el juego. Sofía es la única que consigue escapar de ser atrapada al librarse de la ilusión de su abuela, por lo que vuelve a retar a Mormo a jugar, esta vez sin mostrarse asustada por él y le arrebata su cascanueces lo que enfurece al mismo. Sofía le ofrece regresarle su juguete a cambio de liberar a todos los demás a lo que Mormo acepta con la condición de que se comprometa a jugar con él para siempre si pierde. Sofía acepta, pero obliga a Mormo a ser quien la busque y a no hacer trampa. Ella se las arregla para ganar cuando lo atrae debajo de la cama al usar un monitor de bebé y así rescatar tanto a los niños como a Mario.
Más tarde los niños defienden a Sofía al suplicarle a su padre que la dejen quedarse con ellos tras volverse cercanos por lo ocurrido. Mientras los tres dan un paseo por el vecindario pasan cerca de un niño vecino que destruye sus juguetes con un bate hasta que el cascanueces de Mormo llama su atención; implicando que podría ser la siguiente víctima.

## Producción
La película es producida por Lemon Studios así como ser distribuida por Videocine y marca el primer largometraje protagónico de la actriz Liz Dieppa. Inicialmente la película estaba agendada para estrenarse a finales del 2020 antes de ser atrasada debido a la pandemia por COVID 19.
El largometraje está intencionado para iniciar una marca enfocada exclusivamente en la producción de películas de horror por parte de Lemon Studios y su productor Billy Rovzar titulada "Lemonster".
En una entrevista Rovzar aclaró que la intención de la división es impulsar el género del horror en México con la idea de lanzar al menos dos producciones al año. La cinta toca temas como la ausencia de la supervisión paternal y utiliza el recurso de flashbacks para explorar a su personaje principal Sofía.

### Casting
La actriz Liz Dieppa fue contratada para estelarizar la producción pese a su inexperiencia en el género del horror y en el formato cinematográfico quien aceptó el rol tras enterarse de la trayectoria del director. El elenco se complementa con la actriz Valery Saiz y Emilio Beltrán quienes interpretan a los niños Cecilia y Gabriel respectivamente, y con el actor  Erick Israel Consuelo quien interpreta a Mario.

### Filmación
La realización de la película se concreto alrededor de treinta días de rodaje en una sola localización en el año 2019. La ambientación de la película en una mansión como escenario principal y su número limitado de actores favoreció la producción.

## Recepción

### Taquilla
Inicialmente agendada para estrenarse el 21 de enero del 2021 para sus primeras semanas de exhibición en taquilla, la película logró recaudar sesenta y cuatro millones de pesos y un promedio de doscientos setenta y nueve asistentes en salas de cine. Para su tercera semana en exhibición la cinta se mantuvo entre los largometrajes más vistos de su país y recaudando cuatro millones de pesos adicionales. La estabilidad de la taquilla por parte de la película derivó en que fuera considerada de las producciones mexicanas más exitosas del año 2021.
El 5 de marzo del mismo año se reportó que la película distribuiría sus derechos internacionales con FilmSharks para una proyección a cines en Estados Unidos.
Debido a que la cinta fue liberada meses después del inicio de la pandemia no fue proyectada a críticos de cine para su promoción en su semana de estreno.